# Dragon Quest X
A Dragon Quest X (ドラゴンクエストX; Hepburn: Doragon Kuesto Ten) egy közelgő szerepjáték videójáték amit a Square Enix fog kiadni Wii-re. Júdzsi Horii jelentette be 2008. december 10-én a Dragon Quest sajtótájékoztatón.

## Fejlesztés
A Nintendo elnöke és vezérigazgatója, Szatoru Ivata a Brain Age sorozathoz hasonlította a Dragon Quest sorozatot, ami szintén jóval gyengébben teljesít a kasszáknál nyugaton, és kijelentette, hogy szoros együttműködéssel akar a Square Enixszel dolgozni, hogy nemzetközileg is elfogadthatóbbá tegye a sorozatot.